# Сухі ліси долини Сіну
Сухі ліси долини Сіну (ідентифікатор WWF: NT0229) — неотропічний екорегіон тропічних та субтропічних сухих широколистяних лісів, розташований на півночі Колумбії.

## Географія
Екорегіон сухих лісів долини Сіну охоплює рівнини Північної Колумбії, простягаючись від долини річки Сіну на схід до передгір'їв гірського масиву Сьєрра-Невада-де-Санта-Марта та підніжжя гір Серранія-дель-Періха. Більша частину екорегіону лежить у межах горбистої Карибської рівнини, яка з півночі омивається водами Карибського моря. На півдні сухі ліси екорегіону переходять у вологі ліси Магдалени та Ураби, в горах на сході — у гірські ліси Кордильєри-Орієнталь та у гірські ліси Санта-Марти, а в прибережних районах на півночі — у склерофітні чагарники Гуахіри і Барранкільї та у мангри Магдалени і Санта-Марти.

## Клімат
В межах екорегіону переважає саванний клімат (Aw за класифікацією кліматів Кеппена). Середньорічна температура тут становить 27-30 °C. Розподіл опадів демонструє чітку сезонність: з січня по березень триває сухий сезон, а з квітня по грудень — сезон дощів. У червні спостерігається ще один короткий сухий сезон. Загалом середньорічна кількість опадів в регіоні коливається від 1100 до 1500 мм, збільшуючись з півночі на південь.

## Флора
У минулому рослинний покрив екорегіону був представлений сухими тропічними лісами, у яких переважали гондураські червоні дерева (Swietenia macrophylla), духмяні кедрели (Cedrela odorata), крапчасті цезальпінії (Caesalpinia punctata), колумбійські червоні дерева (Cariniana pyriformis), золотоцвіті арагуанеї (Handroanthus chrysanthus) та різні види пахір (Pachira spp.) і арараканг (Aspidosperma spp.). Ці дерева були вкриті різноманітними епіфітами, зокрема орхідеями, такими як дворогі каулартрони (Caularthron bicornutum), золоті танцюючі дами (Oncidium klotzschianum) та рідкісні золоті катлеї (Cattleya dowiana). 
Наразі більша частина лісів знищена та перетворена на пасовища. На цих луках переважають місцеві та інтродуковані види трав, зокрема хвіст-трави (Urochloa spp.) та бородачники (Andropogon spp.), над якими підіймаються поодинокі дерева, такі як горлянкові дерева (Crescentia cujete), бавовняні дерева (Ceiba pentandra), малі мавпячі сережки (Lecythis minor), звичайні бальсові дерева (Ochroma pyramidale), мескітові дерева (Prosopis juliflora) та платанолисті бонго (Cavanillesia platanifolia), а також деякі пальми, зокрема саванові пальметто (Sabal mauritiiformis), кокойолові пальми (Acrocomia aculeata), масляні атталеї (Attalea butyracea) та бактріси (Bactris spp.). Загалом флористичне різноманіття та рівень ендемізму в екорегіоні є відносно високими.

## Фауна
Фауна екорегіону також вирізняється високим біорізноманіттям. Серед великих ссавців, поширених в регіоні, слід відзначити південноамериканського тапіра (Tapirus terrestris), венесуельського білохвостого оленя (Odocoileus virginianus gymnotis), американську мазаму (Mazama americana), ошийникового пекарі (Dicotyles tajacu), буру коату (Ateles hybridus), колумбійського ревуна (Alouatta palliata), рудого ревуна (Alouatta seniculus), великого мурахоїда (Myrmecophaga tridactyla), бурогорлого лінивця (Bradypus variegatus), північного двопалого лінивця (Choloepus hoffmanni), а також пуму (Puma concolor) та ягуара (Panthera onca), найбільших хижаків Колумбії. 
Серед інших хижих ссавців, поширених в регіоні, слід відзначити оцелота (Leopardus pardalis), маргая (Leopardus wiedii), ягуарунді (Herpailurus yagouaroundi), сіру лисицю (Urocyon cinereoargenteus), чагарникового пса (Speothos venaticus), майконга-крабоїда (Cerdocyon thous), тайру (Eira barbara), кінкажу (Potos flavus), великого гризона (Galictis vittata), смугастого свинорилого скунса (Conepatus semistriatus), ракуна-крабоїда (Procyon cancrivorus) та неотропічну видру (Lontra longicaudis), а серед дрібних ссавців — чорно-білого капуцина (Cebus capucinus), флоридського кролика (Sylvilagus floridanus), низинну паку (Cuniculus paca), центральноамериканського агуті (Dasyprocta punctata), малу капібару (Hydrochoerus isthmius), рудохвосту вивірку (Sciurus granatensis), тринідадську колючу торбомишу (Heteromys anomalus), саванового рисового хом'яка (Oecomys speciosus), південного опосума (Didelphis marsupialis), дев'ятипоясного броненосця (Dasypus novemcinctus) та північного тамандуа (Tamandua mexicana). Ендеміками екорегіону є сесарські капуцини (Cebus cesarae), санта-мартійські коенду (Coendou sanctamartae) та мінкійські щетинці (Proechimys mincae), а майже ендемічними його представниками — буроголові коати (Ateles fusciceps), сірорукі нічні мавпи (Aotus griseimembra), едипові тамарини (Saguinus oedipus), санта-мартійські капуцини (Cebus malitiosus), колумбійські щетинці (Proechimys canicollis) та плямисті колючі щетинці (Pattonomys semivillosus).
Орнітофауна екорегіону характеризується високим різноманіттям. Серед поширених в регіоні птахів слід відзначити червононогого татаупу (Crypturellus erythropus), чубату пенелопу (Penelope purpurascens), рудогузу чачалаку (Ortalis ruficauda), бразильську горличку-інку (Columbina squammata), рудого кукліло (Coccyzus lansbergi), карликового кукліло (Coccycua pumila), рудого дрімлюгу (Antrostomus rufus), світлочеревого ерміта (Phaethornis anthophilus), колібрі-рубіна (Chrysolampis mosquitus), фіолетоволобого колібрі-лісовичка (Thalurania colombica), колумбійську амазилію-берила (Saucerottia saucerottei), цакатла (Amazilia tzacatl), неотропічного яструба (Accipiter bicolor), великодзьобого канюка (Rupornis magnirostris), буру сову-лісовика (Strix virgata), плямистоволого аракарі (Pteroglossus torquatus), червоногузого дзьогана (Veniliornis kirkii), малу гілу (Melanerpes rubricapillus), рудохвосту якамару (Galbula ruficauda), араукану (Ara ararauna), аракангу (Ara macao), зеленого ару (Ara militaris), жовтолобого амазона (Amazona farinosa), жовтощокого амазона (Amazona autumnalis), буроплечого тіріку (Brotogeris jugularis), синьоголового папугу-червоногуза (Pionus menstruus), низинного сорокуша (Thamnophilus atrinucha), чорноволого сорокуша-малюка (Thamnophilus melanonotus), строкатокрилу рестингу (Formicivora intermedia), білочеревого покривника (Myrmeciza longipes), строкатоголового дереволаза (Lepidocolaptes souleyetii), золотоголового манакіна (Ceratopipra erythrocephala), гострохвостого манакіна-червононога (Chiroxiphia lanceolata), темного бекарда (Pachyramphus homochrous), тропічного тирана (Tyrannus melancholicus), жовтоголового тирана (Tyrannulus elatus), північного тиранчика-короткодзьоба (Sublegatus arenarum), венесуельського копетона (Myiarchus venezuelensis), вохристоволу інезію (Inezia caudata), золотолобого віреончика (Pachysylvia aurantiifrons), синьоброву паю (Cyanocorax affinis), білобрового різжака (Campylorhynchus griseus), тигрового різжака (Campylorhynchus zonatus), венесуельського різжака (Campylorhynchus nuchalis), тринідадську гутураму (Euphonia trinitatis), золотоголового трупіала (Icterus auricapillus), венесуельську саяку (Thraupis glaucocolpa), блакитного цукриста (Dacnis cayana) та церебу (Coereba flaveola). 
Майже ендемічними представниками регіону є колумбійські чайї (Chauna chavaria), синьодзьобі кракси (Crax alberti), рудокрилі чачалаки (Ortalis garrula), зелені колібрі-лісовички (Chrysuronia goudoti), колумбійські колібрі-смарагди (Chlorostilbon gibsoni), сіродзьобі лінивки-коротуни (Nonnula frontalis), рудогорлі лінивки-жовтооки (Hypnelus ruficollis), каштанові добаші (Picumnus cinnamomeus), колумбійські папуги-горобці (Forpus spengeli), карибські горнеро (Furnarius longirostris), біловусі пію (Synallaxis candei), чорні сорокуші (Thamnophilus nigriceps), південні криводзьоби (Oncostoma olivaceum), жовтоброві віреони (Vireolanius eximius), бронзові вашери (Molothrus armenti) та білощокі тамаруго (Conirostrum leucogenys).

## Збереження
Значна частина лісів екорегіону була знищена та перетворена на сільськогосподарські угіддя. Родючі ґрунти долини Сіну добре підходять для вирощування таких сільськогосподарських культур, як бавовник (Gossypium hirsutum), соя (Glycine max), рис (Oryza sativa) та кавуни (Citrullus lanatus). Крім того, в регіоні вирощують багато місцевих та немісцевих тропічних фруктів, таких як сапотіла (Manilkara zapota), каїніто (Chrysophyllum cainito), абіу (Pouteria caimito), авокадо (Persea americana), антильський абрикос (Mammea americana), кеш'ю (Anacardium occidentale), папая (Carica papaya), саусеп (Annona muricata), манго (Mangifera indica) тощо. Тим не менш, у деяких районах все ще зберігаються ділянки відносно незайманих тропічних лісів. Основними загрозами для збереження природи регіону є вирубка лісів, розвиток сільського господарства та забруднення водойм.
Оцінка 2017 року показала, що 2680 км², або 11 % екорегіону, є заповідними територіями. Природоохоронні території включають: Національний природний парк Сьєрра-Невада-де-Санта-Марта та Національний природний парк Тайрона.